# Klaus Mahn
Pour les articles homonymes, voir Mahn.
Klaus Mahn, né en 1934 à Francfort et mort le 27 juin 1993 en Floride d'un accident de la route, est un écrivain de science-fiction allemand. Son pseudonyme en tant qu'écrivain est Kurt Mahr.

## Biographie
Après l'obtention de son Abitur, Klaus Mahn commence par des études d'architecte mais après l'été 1956 il se lance dans des études de physique. 
Il obtient par la suite[Quand ?] le diplôme de docteur universitaire et part, en 1962, travailler aux États-Unis pour la société Pratt & Whitney. 

### Carrière littéraire
Sa carrière littéraire débute à la fin des années 1950 dans l'écriture de romans sentimentaux et de western, puis, après l'échec de ces premiers livres, il aborde la science-fiction. 
Son premier roman du genre paru en 1960 s'intitule Zeit wie Sand publié dans la collection Terra. 
En 1961 Klaus Mahn entre dans le groupe d'auteur de la série Perry Rhodan, et publie le numéro 5 de la série. Il est pour la série le docteur "Physique", en appuyant ses inventions sur certaines connaissances scientifiques.
Klaus Mahn retourne en Allemagne avec sa famille en 1972. 
Bien qu'auteur dans la série Perry Rhodan il participe aussi dans la création de la série sœur Atlan. 
Klaus Mahn repart aux États-Unis en 1977 pour faire des exposés sur la série pendant 15 ans.